# 圣马夏尔昂特赖格
圣马夏尔昂特赖格（法語：Saint-Martial-Entraygues，法語發音：[sɛ̃ maʁsjal ɑ̃tʁɛɡ]）是法国科雷兹省的一个市镇，属于蒂勒区。

## 地理
圣马夏尔昂特赖格（45°7'14"N, 1°58'24"E）面积7.39 平方千米，位于法国新阿基坦大区科雷兹省，该省份为法国中南部省份，北起上维埃纳省和克勒兹省，西接多爾多涅省，南至洛特省，东临多姆山省和康塔爾省。
与圣马夏尔昂特赖格接壤的市镇（或旧市镇、城区）包括：欧特法日、圣马丹拉梅阿讷、塞维耶尔堡、多尔多涅河畔阿让塔。

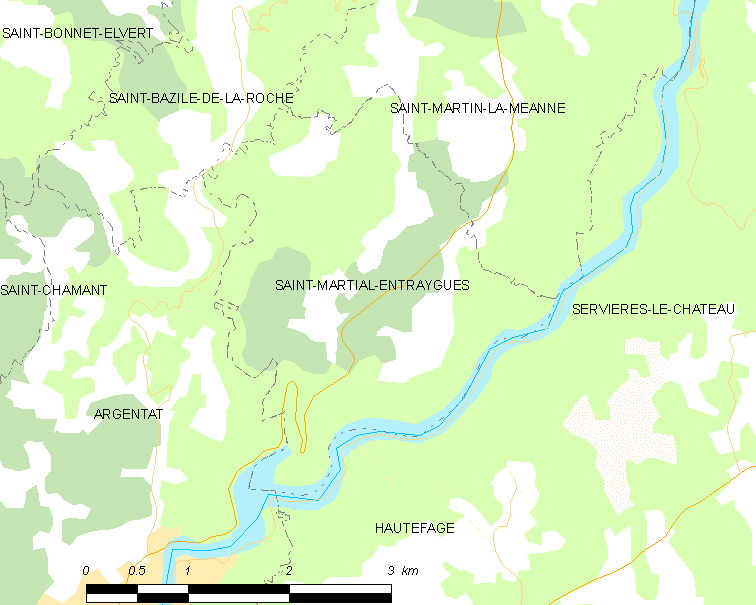
圣马夏尔昂特赖格的OSM定位图

圣马夏尔昂特赖格的时区为UTC+01:00、UTC+02:00（夏令时）。

## 行政
圣马夏尔昂特赖格的邮政编码为19400，INSEE市镇编码为19221。

## 政治
圣马夏尔昂特赖格所属的省级选区为多尔多涅河畔阿让塔县。

## 人口

1962-2008年间圣马夏尔昂特赖格人口变化图示

圣马夏尔昂特赖格于2022年1月1日时的人口数量为105人。